# Xu mật viện
Xu Mật viện, còn đọc là Khu Mật viện (tiếng Trung: 樞密院; nghĩa đen 'Viện Cơ mật'), là cơ quan chính quyền trung ương chịu trách nhiệm về lực lượng quân sự của nhà nước trong thời kỳ Ngũ đại Thập quốc, nhà Liêu, nhà Tống và nhà Nguyên. Đứng đầu Xu mật viện là Xu mật sứ (tiếng Trung: 樞密使).